# Irish Exiles
Les Irish Exiles (traductible en français : exilés irlandais) sont une sélection de joueurs irlandais et nord-irlandais de rugby à XV évoluant en club ou en province hors du territoire de l'île irlandaise. 

## Histoire
L'équipe est formée en 1989 par Tom Kiernan, ancien capitaine de l'équipe d'Irlande et des Lions britanniques et membre de l'International Rugby Board. Il organise en effet un rassemblement à Londres d'Irlandais « exilés de leur île » travaillant dans le domaine de rugby, principalement en Angleterre : cette réunion conduit à la création des Exiles en tant que sous-comité de l'Irish Football Rugby Union. La mission de cette organisation est de renforcer le rugby irlandais en recrutant les joueurs irlandais (ou qualifiables pour jouer sous le maillot irlandais) qui évoluent alors dans les clubs anglais, écossais, gallois et français,.
Deux sections représentent alors les Irish Exiles : une équipe senior et une équipe réunissant les universitaires et les moins de 21 ans,.
Les premières confrontations disputées sont des matchs amicaux. Les seniors jouent contre la province de l'Ulster Rugby et leurs homonymes gallois, les Welsh Exiles. Les jeunes Exiles affrontent eux leurs semblables, l'équipe nationale des moins de 21 ans. Ces apparitions sont récompensées en 1992, lorsque la sélection senior est invitée à disputer le Championnat inter-provinces irlandaises pour l'édition 1992-1993,.
Dans la seconde moitié des années 1990, les Irish Exiles sont intégrés à part entière au sein de l'organisation de l'IRFU ; Feidlim McLoughlin est alors nommé comme premier président du club après sa restructuration,,.
Plusieurs joueurs de l'équipe nationale proviennent des rangs des Exiles, entre autres Simon Easterby, Rob Henderson, Justin Fitzpatrick et Christian Saverimutto,.
Plus tard, le nombre de catégories de sélections de jeunes est augmenté,.

## Irish Exiles internationaux irlandais
Plusieurs joueurs des Irish Exiles représentent également l'équipe nationale irlandaise, entre autres :
- Justin Bishop[1],[2]
- Guy Easterby[4]
- Simon Easterby[1],[2]
- Justin Fitzpatrick[1],[2]
- Simon Geoghegan[1],[2]
- Rob Henderson[1],[2]
- Kevin Maggs[5]
- Dion O'Cuinneagain[6]
- Nick Popplewell[7]
- Rhys Ruddock[1],[2]
- Jim Staples[1],[2]
- Dan Tuohy[1],[2]
- Kieran Marmion[8]

## Entraîneurs
- 1991 :  Ken Kennedy
- 1992-1995 :  John O'Driscoll